# Rebecca Öhrn
Maria-Teresia Rebecca Öhrn, född 18 oktober 1996 i Vilhelmina, är en svensk längdåkare. Hon tävlar för IFK Umeå.
Hon debuterade i världscupen den 29 februari 2020, med en 37:e plats på 10 km klassiskt i Lahtis. Hon körde där även tredjesträckan i stafetten, där hon 1 mars 2020 tog en tredjeplats tillsammans med Charlotte Kalla, Frida Karlsson och Maja Dahlqvist.